# Forchhammeria pallida
Forchhammeria pallida är en tvåhjärtbladig växtart som beskrevs av Frederik Michael Liebmann. Forchhammeria pallida ingår i släktet Forchhammeria och familjen Stixaceae. Inga underarter finns listade i Catalogue of Life.